# Parkstraße 3 (Thale)

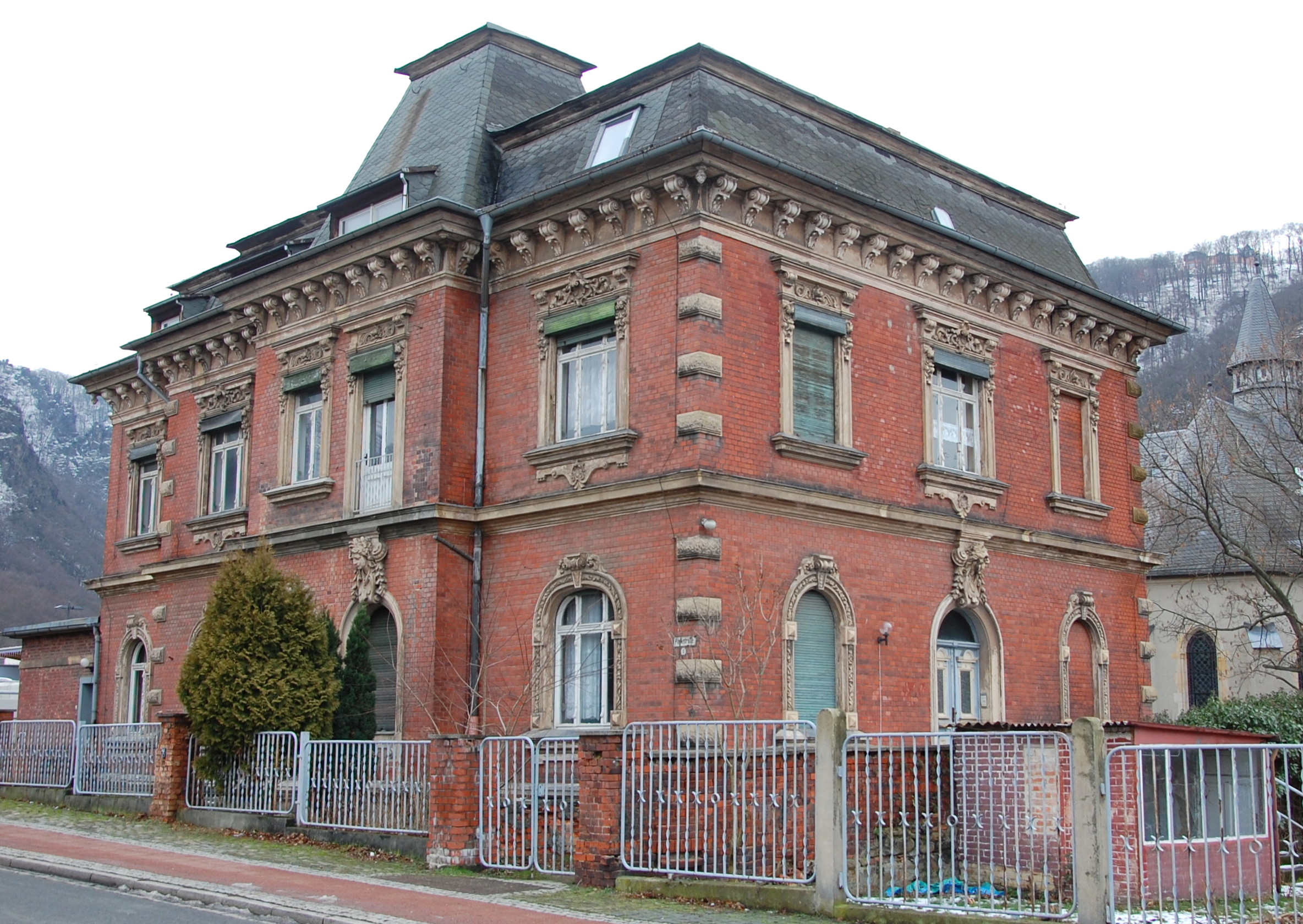
Villa Parkstraße 3

Das Gebäude Parkstraße 3 ist eine denkmalgeschützte Villa in der Stadt Thale in Sachsen-Anhalt.

## Lage
Die Villa Parkstraße 3 befindet sich auf der Westseite der Parkstraße unweit vom rechten Ufer der Bode in der Nähe des Ausgangs des Bodetals. Nördlich des Hauses mündet die Walther-Rathenau-Straße auf die Parkstraße. Östlich befindet sich der Friedenspark, der Kurpark der Stadt, südlich die Bodetal Therme Thale.

## Architektur und Geschichte
Die zweigeschossige repräsentative Villa entstand in der Zeit um 1890/1900 in massiver Bauweise. Die Fassade des Hauses ist von dem Kontrast aus roten Klinkern und ursprünglich hellen, plastischen Sandsteineinfassungen von Fenstern und Türen geprägt. Der Baukörper des Gebäudes ist im Stil der Neorenaissance, die Verzierungen im Stil des Neobarock gestaltet.
Im örtlichen Denkmalverzeichnis ist das Gebäude unter der Erfassungsnummer 094 45306 als Wohnhaus verzeichnet.